# Кади
Ка́ди (араб. قَاضِي‎ —  судья‎), ка́дий, ка́зый — мусульманский судья-чиновник, назначаемый правителем и вершащий правосудие на основе шариата.

## История
Первые кади были назначены Умаром ибн аль-Хаттабом (VII в.) в Медине, Басре и Куфе. После этого начались назначения кади в крупные города и области, и во время военных походов — в войска. Эти назначения мог делать только халиф.
Во второй половине VIII века была учреждена должность верховного кади (ка́ди аль-куда́т араб. قاضي القضاة‎). Занимающему эту должность было поручено от имени халифа назначать всех кади халифата и принимать апелляции на их решения.
В дальнейшем должность кади существовала в Османской империи, Узбекских ханствах и Туркестанском генерал-губернаторстве. При этом выполняемые им функции были разнообразны.
Династия Караханидов для укрепления своей власти опиралась на кади, шейхов, мулл и других духовных лидеров мусульман. Начиная с XIX века с введением в мусульманских странах религиозных законов и судов роль кади стала второстепенной. С 1970-х годов в некоторых мусульманских странах возросла роль шариата как основы законности и суд кади вновь стал приобретать большое значение.
От слова «кади» происходит средневековый испанско-португальский титул Алкайд.

## Суть должности
По статусу кади стоит выше имама мечети и является главой мусульман города или области. Тяжбы по сделкам или семейным конфликтам, а также преступления, затрагивающие частные права (убийство и причинение телесных повреждений), кади рассматривает только по иску лица, право которого нарушено, а прочие дела — по требованию любого, в том числе по собственной инициативе. В идеале кади, перед тем как принять решение, должен выслушать обе стороны. Решение кади не может быть пересмотрено. Таким образом, шариатский суд носит персональный характер, и его авторитет напрямую зависит от авторитета, справедливости, религиозности и уровня образования кади. В одних странах кади назначался, а в других избирался муллами или старейшинами.